# Dak galbi
Dak galbi (còn được viết thành Dalk galbi) là một món thịt nướng phổ biến ở bán đảo Triều Tiên. Món này được làm bằng lườn gà nướng trên chảo với sốt Gochujang (tương ớt chua cay), bắp cải thái, khoai lang, hành củ, bánh dày, cà rốt. Trong "Dak galbi", từ Dak (닭) nghĩa là "gà" còn galbi (갈비) có nghĩa là "lườn gà".

## Lịch sử
Người ta cho rằng món dak galbi xuất hiện vào cuối những năm 1960 như một món nhậu bình dân ở những quán rượu nhỏ nơi ngoại ô. Nó được chế ra để thay cho những món nướng cao cấp bằng than. Chuncheon, quê hương của món này là nơi có nghề chăn nuôi phát triển và là nơi có nhiều binh sĩ hay ghé vào các quán rượu nhỏ mỗi khi được nghỉ.
Vì dak galbi tương đối rẻ và có nhiều hàng bán, nên nó cũng là món nhậu phổ biến của sinh viên đại học, những người ít tiền. Những năm 1970, nó còn được gọi bằng những cái tên như galbi bình dân hay galbi sinh viên.
Thành phố Chuncheon, tỉnh Gangwon, là quê hương của món này và cũng là nơi món này ngon nổi tiếng. Từ năm 2005, thành phố hàng năm đều tổ chức lễ hội dak galbi vào mùa thu.